# Eurhadina acapitata
Eurhadina acapitata är en insektsart som beskrevs av Irena Dworakowska 1982. Eurhadina acapitata ingår i släktet Eurhadina och familjen dvärgstritar.
Artens utbredningsområde är Taiwan. Inga underarter finns listade i Catalogue of Life.